# 6 (SOIL&"PIMP"SESSIONSのアルバム)
『6』（シックス）は、SOIL&"PIMP"SESSIONSの7枚目のオリジナルアルバム。2009年9月16日にビクターエンタテインメントから発売された。

## 概要
本作のタイトル『6』は、“六”本木“6”丁目のクラブで出会った“6”人のメンバーによる“6”枚目のアルバムという意味を示している。またそれまでのアルバムタイトルに付いていた“PIMP”を今回やめたのは、この作品の自信の表れである。
SOIL&"PIMP"SESSIONSとして初めてヴォーカリストを起用して制作したアルバムで、単なるフィーチャリングではなく、互いにリスペクトし合ってきた親交のあるアーティストと作品を創り上げたいというメンバーの意向から、日本から椎名林檎、イギリスからジェイミー・カラムというそれぞれの国を代表するアーティスト2名が参加している。またDj KENTAROがゲスト・アーティストとして参加している。
歌をフィーチャーした楽曲をやることについてはそれ以前からタイミングを見計らっていたが、最初はデビュー前から親交のある椎名林檎というのはメンバー全員の総意だった。もともとあった「MY FOOLISH HEART」のレコーディング済みのインストゥルメンタル・ヴァージョンのサックスのソロ・パートを歌のメロディにしようというアイデアが出て、椎名のスキルなら歌えるだろうということで提案された。
ジェイミー・カラムは彼自身が音楽に対して貪欲で、SOILのことも知り合う前からチェックしており、イギリス国営放送BBCのイベント「Electric Proms 07」で共演するなど親交を深め、一緒にレコーディングする約束を交わした。「STOLEN MOMENTS」はジェイミーが歌うことをイメージしてアレンジしたもの。
Dj KENTAROとも以前から同じイベントに出るなどの交流はあったが、本作の一曲目の「SEVEN」のイントロを作るにあたり、サウンドコラージュをしてもらうなら彼しかいないということで声をかけた。タイトルの「SEVEN」は、6人プラス1人（椎名林檎、ジェイミー・カラム、DJKENTARO）の7人でこのアルバムを創るという意味。
80年代ニューウェーブの古典であり、ダンスクラシックでもあるPIGBAGの「PAPA'S GOT A BRAND NEW PIGBAG」のカバーを演奏するよう提案したのはジャイルス・ピーターソン。

## 収録曲
| #   | タイトル                                                     | 作詞 | 作曲                           | 時間 |
| --- | ------------------------------------------------------------ | --- | ------------------------------ | ---- |
| 1.  | 「SEVEN (Intro Sound Collage by DJKENTARO)」                 | | 社長                           | 2:59 |
| 2.  | 「KEIZOKU」                                                  | | 丈青                           | 2:58 |
| 3.  | 「PAPA'S GOT A BRAND NEW PIGBAG」(カバー)                    | Simon Underwood, Olly Moore, James Milton Johnstone, Andrew Carpenter, Christopher Hamilton, Christopher James Lee, Roger Vincent Freeman |                                | 6:09 |
| 4.  | 「MY FOOLISH HEART 〜crazy in mind〜」(インストゥルメンタル) | | 丈青                           | 4:30 |
| 5.  | 「DOUBLE TROUBLE」                                           | | 丈青                           | 1:13 |
| 6.  | 「POP KORN」                                                 | | 元晴                           | 4:05 |
| 7.  | 「QUARTZ AND CHRONOMETER」                                   | | 社長                           | 5:24 |
| 8.  | 「PARAISO」                                                  | | タブゾンビ                     | 3:48 |
| 9.  | 「MY FOOLISH HEART 〜crazy on earth〜×椎名林檎」             | 椎名林檎 | 丈青、元晴                     | 4:21 |
| 10. | 「MIRROR BOY」                                               | | 社長                           |      |
| 11. | 「"STOLEN MOMENTS" featuring Jamie Cullum」                  | Mark H.Murphy, Oliver E.Nelson | Mark H.Murphy, Oliver E.Nelson | 7:28 |
| 12. | 「AFTER THE PARTY」                                          | | 秋田ゴールドマン               | 4:19 |
| 13. | 「殺戮と平和」                                               | | タブゾンビ                     | 4:41 |